# 兒氏家譜刻辭
兒氏家譜是一份見於殷墟甲骨上的家譜刻辭。載有刻辭的甲骨由山東牧師方法斂（Frank Herring Chalfant）與庫壽齡（Samuel Couling）於1904年前後發現；由於同類刻辭極爲罕見，家譜的真僞在學界引起了較大爭議。

## 刻辭內容
|  |

| 見于白川靜(1972年)《甲骨文の世界 古代殷王朝の構造》（平凡社〈東洋文庫〉204）即“甲骨文的世界 古代殷王朝的結構”中的第5頁爲“插圖1·世系表”的該刻辭摹本。 |

兒氏家譜刻辭共十四列，內容爲一名爲“兒”的人的家譜；刻辭第一列一字，第二列五字，餘下十二列均爲四字。刻辭按陳夢家與張秉權等隸定如下（對於Unicode未收錄之字，暫以表意文字組合符描述）：
| 貞 兒先且曰吹 吹子曰𫻨 子曰⿱言大 ⿱言大子曰雀 雀子曰壺 壺弟曰啓 壺子曰喪 喪子曰養 養子曰洪 洪子曰御 御弟曰伇 御子曰⿰尹次 ⿰尹次子曰商 |

## 歷史

### 背景
方法斂與庫壽齡二人屬最早研究甲骨文字的歐美學者。1903年至1909年，庫方二人在山東大量收購甲骨，兒氏家譜刻辭骨版即由二人於此期間所得。方法斂於1911年患半身不遂，1914年去世。其藏品經輾轉散落於數家收藏機構。1912年，英國駐天津領事金璋（Lionel Charles Hopkins）首先撰文介紹兒氏家譜刻辭，庫壽齡在1914年亦撰文加以公佈。1935年，紐約大學教授白瑞華（Roswell Sessoms Britton）着手整理庫方二人所藏甲骨，編纂爲《庫方二氏藏甲骨卜辭》一書，兒氏家譜刻辭骨版便收錄於內，編號1506（後編入《英國所藏甲骨集》，編號2674）。同書1989號爲一雕花鹿角，除開頭增添“王曰”二字以外，刻辭與庫1506完全相同。

### 真僞爭議
由於同類刻辭極爲罕見，加上庫方二人的收藏本身就真僞雜陳，兒氏家譜刻辭甫一公佈，其真僞便受到了學界的質疑。德國學者伯恩哈第（Anna Bernhardi）最早在1914年便懷疑庫1506爲僞作，引發了與金璋的辯論。郭沫若後於1930年撰文指出兒氏家譜爲僞刻，明義士（James Mellon Menzies）、松丸道雄、胡光煒、董作賓、容庚、金祥恒、嚴一萍等學者均對家譜的真僞持否定意見。另一方面，持肯定意見的學者也不在少數，李學勤、饒宗頤、島邦男、白川靜等人均曾在著述中以家譜爲真。陳夢家早年亦認爲家譜屬僞造，但在與朱德熙及馬漢麟討論後改變了看法，張政烺亦支持他的意見。1979年，胡厚宣在第二屆中國古文字學術研究年會上發表論文，詳細整理了兒氏家譜的發現歷史與其學術爭議，並舉出十數條證據證明其爲僞造。于省吾在會後即撰文，針對胡厚宣的論點提出反對意見，列舉了家譜刻辭爲真的理由。

### 近期觀點
胡、于二人的論文再度引起了學界對兒氏家譜的討論。此後陳煒湛曾於著述內提及家譜刻辭並認爲其爲僞造。張秉權在1988年作文對刻辭進行了全面回顧，並對其真實性作出了肯定。齊文心在編纂《英國所藏甲骨集》時對兒氏家譜進行了研究，並在1986年發表文章認爲其屬僞作。但同爲編纂者的李學勤與艾蘭（Sarah Allan）則提出了反對意見。艾蘭使用顯微鏡觀察卜骨刻痕，通過分析認爲兒氏家譜爲真，並在1991年發表結果。2010年，曹定雲重新檢閱了艾蘭所攝的顯微照片，得出了與艾蘭相反的結論。2011年，陳光宇重新對家譜刻板進行顯微觀察，結合前人研究後肯定了家譜的真確。時至今日，學界仍未對家譜刻辭的真僞達成共識。